# Kuoliosaari (ö i Jyväskylä, Vesanka)
Kuoliosaari är en ö i Finland.  Ordet kuoliosaari hänvisar att ön har varit begravningsplats.  Den ligger i sjön Vesankajärvi och i kommunen Jyväskylä i den ekonomiska regionen  Jyväskylä ekonomiska region  och landskapet Mellersta Finland, i den centrala delen av landet, 240 km norr om huvudstaden Helsingfors. Öns area är 1,1 hektar och dess största längd är 240 meter i sydöst-nordvästlig riktning.